# Dictyophrynella bignoniacearum
Dictyophrynella bignoniacearum är en svampart som beskrevs av Bat. & Cavalc. 1964. Dictyophrynella bignoniacearum ingår i släktet Dictyophrynella, divisionen sporsäcksvampar och riket svampar.   Inga underarter finns listade i Catalogue of Life.